# Halálligand
A halálreceptorok olyan sejtfelszíni receptorok, melyek ligandjukkal történő kapcsolódás után aktív sejtelhalást okoznak arra érzékeny sejtekben. Mostanáig hat halálreceptort (DR1-DR6, Death Receptor) ismerünk, melyek a tumor nekrózis faktor-receptorok családjának tagjai. E sejtfelszíni receptorok olyan szövetek homeosztázisában vesznek részt, ahol nagyszámú, gyorsan proliferáló sejtpopuláció hatékony fékentartására van szükség.
A TNF-receptorok I-es típusú transzmembrán glikoproteinek, extra-, transz-, és intracelluláris részekkel. Fehérje részük szabad aminovége extracellulárisan helyezkedik el. A receptorcsalád tagjai között, a ciszteinben gazdag ligandkötő régió 20-25% homológiát mutat. Intracitoplazmatikus részükön ún. haláldomén található, ami lehetővé teszi, hogy a receptorok a ligandjukkal való kapcsolódás után más fehérjéket megkötve végül a sejt apoptózisát okozzák.
Külön csoportot képeznek az ún. „csalétek” (decoy) receptorok, melyek homológiát mutatnak az igazi halálreceptorokkal, de haláldoménjük hiányos vagy teljesen hiányzik, ezért megkötik a ligandokat, de nem okozzák a sejt apoptózisát, mivel jelátvitelre képtelenek. A receptoroknak aktiválódásukhoz össze kell kapcsolódniuk egymással; homotrimereket alkotnak. Az összekapcsolódott receptorok intracitoplazmatikus részéhez kötődnek a jelátvitelt elindító fehérjék.
A receptorokat az extracelluláris részen elhelyeszkedő speciális ciszteingazdag fehérjedomének (PLAG: pre-ligand-binding assembly domain) közötti diszulfidhidak tartják össze. Ezekben a doménekben létrejövő mutációk a receptor inaktivitását eredményezik. A halálreceptorok szolubilis formában is előfordulnak, ezek vagy proteolítikus hasítással válnak le a sejtfelszínről, vagy eleve ilyen formában expresszálódnak. Ez utóbbira példa a FAS receptor alternatív formája, melynek nincs transzmembrán része. A szolubilis receptorok elvonják a ligandokat az aktiválható receptoroktól.
A halálligandok II-es típusú transzmembrán fehérjék, melyeknek karboxivége helyezkedik el extracellulárisan (Ware 1996). A halálligandokat szöveti metalloproteázok hasítják le a sejtfelszínről, a trimerizációs domén kezdeténél (Kayagaki 1995). Ezért a szolúbilis formák is, a membránkötött ligandokhoz hasonlóan, trimereket alkotnak.  Bizonyos esetekben a ligandok nem hasadnak le a sejtfelszínről, hanem membránkötött formában maradnak. A két forma biológiai funkciója azonban eltérő lehet, a FASL és a TRAIL esetében a membránkötött forma sokkal hatékonyabb a célsejtek apoptózisának kiváltásában, mint a szolúbilis.